# Arre
Arre (Are in veneto) è un comune italiano di 2 065 abitanti della provincia di Padova in Veneto.

## Geografia fisica

### Territorio
A 23 km da Padova, nel tratto di pianura tra i corsi dei fiumi Adige e Bacchiglione, si trova il centro abitato di Arre, piccolo comune rurale del Comprensorio Conselvano. Il territorio di questo comune occupa una superficie di km² 12,41 e confina da nord, seguendo il senso orario, con i comuni di Terrassa Padovana, Candiana, Agna, Bagnoli di Sopra e Conselve. Il comune ha un unico centro abitato, essendo privo di frazioni; tuttavia, non mancano abitazioni sparse in tutta la campagna circostante, che presenta un fitto insediamento. Il centro abitato di Arre sorge lungo la strada provinciale che da Conselve porta ad Agna e a Candiana, al suo incontro con l’altra strada provinciale che per Bovolenta conduce a Padova. Lungo la direttrice est-ovest, il territorio è attraversato anche dalla superstrada Monselice-Mare, realizzata nel corso degli anni settanta.
Il territorio di Arre si estende su una superficie interamente pianeggiante, ad una quota altimetrica sul livello del mare che varia dai quattro ai sei metri. I terreni sono di natura alluvionale e presentano una composizione variegata di materiali (argille, sabbie e torbe), che sono stati depositati nei tempi antichi dal fiume Adige. L'esistenza di ampie chiazze sabbiose, comunemente chiamate brusaure e presenti soprattutto nei terreni lungo la strada che da Arre conduce a Conselve, è una chiara testimonianza del passaggio nel luogo di un antico corso fluviale.
Il comune di Arre si trova all’interno del vasto bacino idrografico Bacchiglione–Basso Adige. Si tratta di una zona caratterizzata dalla presenza di suoli impermeabili, dove l’irrilevante pendenza dei terreni rende particolarmente difficoltoso il deflusso delle acque. Pertanto, si è resa necessaria nel corso dei secoli la realizzazione di una fitta ragnatela di scoli e di fossati che hanno la funzione di raccogliere le acque provenienti dai terreni coltivati.
I due principali canali di bonifica presenti nel territorio comunale sono gli scoli Rebosola e Sorgaglia, il cui scavo risale ancora ai secoli di governo della Serenissima Repubblica Veneta, quando nelle campagne del Padovano furono realizzati importanti lavori di bonifica. Le condizioni climatiche, morfologiche e idrologiche, sono favorevoli allo sviluppo dell’agricoltura, in modo particolare della cerealicoltura e della viticoltura.

## Storia
La storia di Arre non è stata segnata da avvenimenti di grande rilievo, come del resto accade per tanti altri piccoli borghi della campagna padovana.
In età medievale la villa di Arre compare come sede di possedimenti fondiari appartenenti ad alcuni enti monastici (San Michele di Brondolo, Santa Giustina di Padova, San Michele di Candiana, ecc.) e a varie famiglie nobiliari (Da Baone, Da Carrara, Papafava, Capodilista, Sambonifacio, ecc.). Nel corso dell’Ottocento molte proprietà nobiliari passarono nelle mani di alcune famiglie della borghesia locale (Garbin, Salom, Scapin, Paviato, Sambin, ecc.). L'agricoltura è stata fino a pochi decenni fa il settore che assorbiva la grande maggioranza della popolazione attiva e ancor oggi riveste un ruolo importante nella vita economica del comune. Vi si produce frumento, mais, soia, barbabietole da zucchero e uva.
Nel secondo dopoguerra il comune è stato interessato da un notevole flusso migratorio verso le grandi aree industriali del Nord Italia (Milano, Torino) e verso la stessa Padova. Oggi, invece, resta diffuso il fenomeno del pendolarismo giornaliero per motivi di lavoro o di studio.
Arre è stato anche nel corso di questi ultimi decenni un comune prevalentemente agricolo, con la presenza di piccole imprese artigiane, spesso a conduzione familiare.
Soltanto in questi ultimi anni il comune è stato interessato dall’insediamento di un crescente numero di imprese industriali, in seguito alla realizzazione di un’apposita area lungo la superstrada Monselice-Mare.
Anche se ad Arre mancano edifici d’importanza artistica, sono degni di nota alcuni palazzi padronali e case tipiche del centro abitato, in particolare il settecentesco complesso ex Papafava, la neoclassica villa ex Paviato (ora Capovilla), l’attuale Palazzo del Comune (ex Patronato parrocchiale) e la neogotica chiesa parrocchiale di Santa Maria Assunta.

### Simboli
Lo stemma e il gonfalone sono stati concessi con decreto del presidente della Repubblica del 15 marzo 1951.
Il gonfalone è un drappo di azzurro.

## Società

### Evoluzione demografica
Abitanti censiti

## Infrastrutture e trasporti
Attraversata in senso longitudinale dalla Strada provinciale 14, Arre è collegata con Padova mediante autoservizi svolti da APS Holding e Busitalia-Sita Nord.
Fra il 1888 e il 1954 nella cittadina fu presente inoltre una fermata della tranvia Padova-Bagnoli di Sopra, gestita dalla Società delle Guidovie Centrali Venete (gruppo Società Veneta), parte di un gruppo di infrastrutture che contribuirono in tale periodo al rilancio economico della provincia di Padova.
Sono presenti una scuola primaria e una scuola secondaria di primo grado.

## Amministrazione

### Gemellaggi
- Warmeriville

## Sport

### Calcio
La principale squadra di calcio del paese è il Virtus Bagnoli Arre che milita nella prima categoria veneta.